# Calea ferată forestieră Comănești–Asău
Calea ferată forestieră Comănești–Asău a fost o cale ferată forestieră cu ecartament îngust ce pornea din orașul Comănești și continua pe valea Asăului.

## Context
În contextul folosirii motoarelor cu aburi pentru a produce mari cantități cherestea pentru export, în special de rășinoase (brad și molid), în epoca interbelică în arealul Comănești-Dărmănești s-au grupat fabrici din domeniu, cu o putere instalată de 2.530 și respectiv 4.630 de cai putere. Ca efect al dezvoltării pe plan național al activității industriale de procesare a lemnului, în anii 1960 Comăneștiul a devenit un centru integrat de procesare.

## Construcție și exploatare
Calea ferată forestieră fost dată în funcțiune în 1936. În perioada 1950-1958, noi ramuri ale traseului principal au fost date în folosință.
Traseul ajungea la începutul anilor 1970 până aproape de originea Asăului Mare (la cota 1.100 m), la confluența acestuia cu Arinișul (situată lângă dealul Balint, în apropierea graniței cu județul Neamț). Din traseul principal se despindeau:
- o derivație pe valea Izvorului Alb (care ajungea până la confluența cu Arinișul la cota de aproximativ 790 m)[1]
- o derivație pe valea Asăului Mic (care ajunge până dincolo de confluența cu pârâul Cășăriilor, la cota 1.030 m).[1]